# Centrophryne spinulosa
Centrophryne spinulosa is een straalvinnige vissensoort uit de familie van diepzee-armvinnigen (Centrophrynidae). De wetenschappelijke naam van de soort is voor het eerst geldig gepubliceerd in 1932 door Regan & Trewavas.